# Kowrowska Państwowa Akademia Technologiczna im. W.A. Diegtariowa
Kowrowska Państwowa Akademia Technologiczna im. W.A. Diegtariowa (ros.  федеральное государственное бюджетное образовательное учреждение высшего профессионального образования "Ковровская государственная технологическая академия имени В.А. Дегтярева" КГТА) - rosyjska uczelnia typu akademickiego w Kowrowie, kształcąca w dziedzinie nauk technicznych i ekonomicznych.

## Historia
Akademia jest następcą Kowrowskiego Instytutu Technologicznego, założonego w 1991 jako filia Władimirskiego Państwowego Instytutu Politechnicznego, która z kolei swój początek datuje na 1952, bazując na tradycji otwartej w Kowrowie filii Wszechzwiązkowego Zaocznego Instytutu Budowy Maszyn, utworzonego celem przygotowania wysokokwalifikowanych kadr dla przemysłu zbrojeniowego. 
W 1998 Ministerstwo Oświaty włączyło w skład akademii Kowrowskie Technikum im. Diegtariowa.
Od 2002 uczelnia posiada również katedrę wojskową, przygotowującą oficerów rezerwy (poruczników) w specjalności konserwacji i naprawy urządzeń i osprzętu broni pancernej.